# Liste der Geotope im Landkreis Coburg
Diese Liste enthält die Geotope des oberfränkischen Landkreises Coburg in Bayern.
Die Liste enthält die amtlichen Bezeichnungen für Namen und Nummern des Bayerischen Landesamtes für Umwelt (LfU) sowie deren geographische Lage. Diese Liste ist möglicherweise unvollständig. Im Geotopkataster Bayern sind etwa 3.400 Geotope (Stand März 2020) erfasst. Das LfU sieht einige Geotope nicht für die Veröffentlichung im Internet geeignet. Einige Objekte sind zum Beispiel nicht gefahrlos zugänglich oder dürfen aus anderen Gründen nur eingeschränkt betreten werden.
| Name                                                        | Bild                                                          | Geotop ID | Gemeinde / Lage              | Geologische Raumeinheit    | Beschreibung | Fläche m² / Ausdehnung m | Geologie                                                                       | Aufschlussart                  | Wert               | Schutzstatus                        | Bemerkung |
| ----------------------------------------------------------- | ------------------------------------------------------------- | --------- | ---------------------------- | -------------------------- | --- | ------------------------ | ------------------------------------------------------------------------------ | ------------------------------ | ------------------ | ----------------------------------- | --------- |
| Ehemalige Ziegeleigrube bei Dörfles-Esbach                  | weitere Bilder                                                | 473A002   | Dörfles-Esbach Position      | Obermain-Bruchschollenland | Die aufgelassene und teilweise geflutete Ziegeleigrube erschließt die Basis der Lehrbergschichten sowie Schilfsandstein in stark siltig-toniger Ausprägung. Dieser Faziestyp ist im Coburger Raum einmalig. | 120000 300 × 400         | Typ: Schichtfolge Art: Tonmergelstein                                          | Lehmgrube/Tongrube/Mergelgrube | bedeutend          | Landschaftsbestandteil              |           |
| Ehem. Steinbruch am Stiefvater ENE von Kipfendorf           | Datei:Boderndorf-Steinbruch-Stiefvater-2.jpg · weitere Bilder | 473A005   | Neustadt bei Coburg Position | Obermain-Bruchschollenland | Der aufgelassene und weitgehend verfallene Steinbruch erschließt die Grenze zwischen Mittlerem und Oberem Muschelkalk. Die Straßenböschung an der Westseite des Berges zeigte den Grenzdolomit (Unterer Keuper). | 50 10 × 5                | Typ: Gesteinsart Art: Kalkstein                                                | Steinbruch                     | wertvoll           | kein Schutzgebiet                   |           |
| Ehem. Steinbruch Sauloch NW von Blumenrod                   | weitere Bilder                                                | 473A006   | Rödental Position            | Haßberge-Region            | Die ehemaligen Steinbrüche am Sauloch erschließen Gesteine vom Feuerletten bis Lias Alpha 1. Der Hauptsandstein des Mittelrhät neigt zur Felsmeerbildung. Instruktiv ausgebildet sind herausgewitterte Felsen und unterschiedliche Verwitterungserscheinungen wie Hohlkehlen oder löchrige Wabenmuster. In der Nachbarschaft befinden sich weitere natürliche Felsbildungen, die von kurzen Höhlen durchzogen werden. | 20000 200 × 100          | Typ: Schichtfolge, Tafoni/Wabenverwitterung Art: Sandstein                     | Steinbruch                     | wertvoll           | kein Schutzgebiet                   |           |
| Ehem. Steinbruch An der Kehr in Blumenrod                   | weitere Bilder                                                | 473A007   | Rödental Position            | Haßberge-Region            | Der ehemalige Steinbruch im Hauptsandstein des Mittelrhät zeigt wabenartige Verwitterungserscheinungen im pfeilerartig herauspräparierten Sandsteinfelsen. | 10 5 × 2                 | Typ: Gesteinsart, Tafoni/Wabenverwitterung Art: Sandstein                      | Böschung                       | bedeutend          | kein Schutzgebiet                   |           |
| Ehemaliger Steinbruch im Taimbacher Forst NE von Oberlauter | weitere Bilder                                                | 473A008   | Rödental Position            | Obermain-Bruchschollenland | Der vorliegende Steinbruch ist einer der wenigen instruktiven Aufschlüsse im Wellenkalk in Oberfranken. Er erschließt den Grenzgelbkalk und ca. 30 m Hangendes. | 8000 100 × 80            | Typ: Schichtfolge, Tierische Fossilien Art: Kalkstein                          | Steinbruch                     | wertvoll           | Landschaftsbestandteil, FFH-Gebiet  |           |
| Straßenaufschluss W von Tremersdorf                         |                                                               | 473A009   | Lautertal Position           | Obermain-Bruchschollenland | Dieser Straßenaufschluss dokumentiert den tiefsten Teil des Unteren Muschelkalkes (Grenzgelbkalkstein). | 40 40 × 1                | Typ: Gesteinsart Art: Kalkstein                                                | Böschung                       | wertvoll           | FFH-Gebiet                          |           |
| Straßenaufschluss W von Tiefenlauter                        |                                                               | 473A010   | Lautertal Position           | Obermain-Bruchschollenland | Dieser Straßenaufschluss dokumentiert den obersten Teil des Unteren Muschelkalkes, mit dem Leithorizont der Schaumkalkbänke. Die gebankten Kalke wurden hier auch als Bruchsteine gewonnen. | 400 40 × 10              | Typ: Gesteinsart Art: Kalkstein                                                | Böschung                       | bedeutend          | FFH-Gebiet                          |           |
| Straßenaufschluss bei Fürth am Berg                         |                                                               | 473A012   | Neustadt bei Coburg Position | Obermain-Bruchschollenland | Der hervorragende Aufschluss im Mittleren Buntsandstein zeigt planare Schrägschichtungskörper. Mehrere alte Kelleranlagen bieten zusätzliche Aufschlüsse. Besondere Vorsicht: Lage an einer viel befahrenen unübersichtlichen Straße! | 20 10 × 2                | Typ: Sedimentstrukturen, Gesteinsart, Stollen Art: Sandstein                   | Böschung                       | wertvoll           | kein Schutzgebiet                   |           |
| Ehemaliger Steinbruch NE von Plesten                        | weitere Bilder                                                | 473A013   | Neustadt bei Coburg Position | Obermain-Bruchschollenland | Der aufgelassene Steinbruch am Plestener Berg dokumentiert mit seiner Biegefalte die Kulmbach-Eisfelder Störungszone. | 20 10 × 2                | Typ: Falte/Mulde/Sattel, Gesteinsart, Störung Art: Kalkstein                   | Steinbruch                     | wertvoll           | FFH-Gebiet                          |           |
| Ehemaliger Steinbruch am Gruber Stein W von Creidlitz       |                                                               | 473A014   | Grub am Forst Position       | Haßberge-Region            | Der aufgelassene Bruch ist hervorragend zum Studium von Calichestrukturen im Mittleren Keuper geeignet. | 800 80 × 10              | Typ: Gesteinsart Art: Dolomitstein                                             | Steinbruch                     | wertvoll           | Landschaftsbestandteil              |           |
| Hohensteiner Felsen W von Stöppach                          |                                                               | 473A015   | Ahorn Position               | Haßberge-Region            | Die Hohensteiner Felsen bestehen aus Rhätsandstein, sie gehören einer Rhätscholle an, die sich innerhalb der Roten Letten befindet. | 75 15 × 5                | Typ: Gesteinsart, Felswand/-hang Art: Sandstein                                | Hanganriss/Felswand            | bedeutend          | Naturdenkmal                        |           |
| Ehem. Muschelkalkbruch am Buchberg NW von Tiefenlauter      |                                                               | 473A016   | Lautertal Position           | Obermain-Bruchschollenland | Guter Aufschluss im unteren Muschelkalk des Coburger Landes. | 600 30 × 20              | Typ: Gesteinsart Art: Kalkstein                                                | Steinbruch                     | bedeutend          | Landschaftsschutzgebiet, FFH-Gebiet |           |
| Ehem. Steinbruch Rote Grube ENE von Muggenbach              |                                                               | 473A017   | Seßlach Position             | Haßberge-Region            | Im Steinbruch sind dm- bis m-mächtige Sandsteinschichten der Rhätolias-Übergangsschichten aufgeschlossen. Das besondere sind Staffelbrüche im Gestein, welche das tektonische Umfeld der Heldburger Gangschar verdeutlichen. Die Grube wurde schon vor 1980 aufgelassen und erfreut sich eines regen Besucherstromes ob seiner Fauna und Flora (Lage im Naturschutzgebiet). | 32500 250 × 130          | Typ: Gesteinsart, Schichtfolge, Steinbruch/Grube Art: Sandstein, Tonstein      | Steinbruch                     | bedeutend          | Naturschutzgebiet, FFH-Gebiet       |           |
| Ehem. Steinbruch bei Weißenbrunn                            |                                                               | 473A019   | Rödental Position            | Obermain-Bruchschollenland | Nahe dem westlichen Ortsrand von Weißenbrunn vorm Wald befindet sich ein aufgelassener Steinbruch. Gewonnen wurde Kalktuff, der aus dem überlagernden Unteren Muschelkalk abgeleitet werden kann. Aufgeschlossen sind geschichtete Kalktuffschichten. Sie zeigen teilweise Verkarstungserscheinungen. Das Objekt ist über die Lindleite und einen folgenden Feldweg gut erreichbar. | 750 50 × 15              | Typ: Gesteinsart Art: Kalktuff                                                 | Steinbruch                     | bedeutend          | Naturdenkmal                        |           |
| Ehem. Steinbruch E von Waltersdorf                          |                                                               | 473A020   | Rödental Position            | Obermain-Bruchschollenland | Östlich von Waltersdorf, oberhalb einer Wasserfassung an der Sommerleite, befindet sich eine der wenigen noch erhaltenen ehemaligen Abbaustellen im Mittleren Buntsandstein der Region. Das Gestein, das in teils mächtigen Bänken ansteht, zeigt im bergfeuchten Zustand deutliche Schichtung und tiefrote Farbe, die jedoch beim Trocknen rasch blasser wird. Die Aufschlusssituation ist ausgezeichnet, Handstücke können auch gefahrlos auf der teilweise überwachsenen Abbauhalde aufgelesen werden. | 2000 100 × 20            | Typ: Gesteinsart Art: Sandstein                                                | Steinbruch                     | wertvoll           | Landschaftsschutzgebiet             |           |
| Ehem. Sandgrube N von Theißenstein                          |                                                               | 473A021   | Rödental Position            | Haßberge-Region            | Nördlich von Theißenstein befindet sich eine aufgelassene Sandgrube, in der Sande des Oberen Rhät abgebaut wurden. Während der westliche Teil der Grube nahezu vollständig mit Erdaushub und Bauschutt verfüllt wurde, ist im Osten des Geländes noch ein größerer Restaufschluss vorhanden. Hier steht ein sehr heller, feinkörniger Sandstein (vermutlich der Obere Sandstein) an. Das Gelände liegt an einem Wanderweg (Markierung blaues X und blauer Punkt) und ist gut zugänglich. | 1875 75 × 25             | Typ: Gesteinsart Art: Sandstein                                                | Kiesgrube/Sandgrube            | bedeutend          | kein Schutzgebiet                   |           |
| Muschelkalkbrüche N von Fechheim                            | weitere Bilder                                                | 473A022   | Neustadt bei Coburg Position | Obermain-Bruchschollenland | Am Südhang des Fechheimer Berges befinden sich sechs kleine, aufgelassene Kalksteinbrüche im Grenzbereich zwischen Unterem und Mittlerem Muschelkalk. Im westlichsten Bruch, Lage (Gauß-Krüger) R 4436981, H 5572062, wurde offenbar aktuell (Sommer 2017) Material zum Wegebau entnommen. Im Anstehenden sind kalkige und mergelige, nach Süden einfallende Schichten aufgeschlossen, die sowohl Fauna als auch Spurenfossilien enthalten und gelegentlich deutliche Wellenrippeln zeigen. Als Belege für die Kulmbach-Eisfelder Störungszone können auffällige Falten und Klüfte gelten, die in den Brüchen 1 und 4 (Nummerierung von West nach Ost) jeweils am westlichen Abbaustoß (Bild 3) zu beobachten sind. Das Gelände ist von einem Wanderweg mit Informationstafeln mit naturkundlichen Themen gut erschlossen. | 200 20 × 10              | Typ: Störung, Spurenfossilien, Tierische Fossilien, Gesteinsart Art: Kalkstein | Steinbruch                     | wertvoll           | Landschaftsbestandteil, FFH-Gebiet  |           |
| Quelltöpfe des Lauterbaches NNW von Oberlauter              | weitere Bilder                                                | 473Q001   | Lautertal Position           | Obermain-Bruchschollenland | Die in ihrer Art im Landkreis Coburg einmaligen artesischen Quellen liegen im Bereich des Lauter-Durchbruchs durch den verkarsteten Mittleren Muschelkalk. In der Ansammlung von Quelltrichtern (8×8 m) treten durchschnittlich 420 l/s aus. Der Grund des Quellteiches besteht aus ca. 2 m tiefen Trichtern, in deren Zentrum man durch die ständige Bewegung des Schlammbodens man die Wasseraustrittstellen erahnen kann. | 64 8 × 8                 | Typ: Verengungsquelle Art: Kalkstein                                           | kein Aufschluss                | besonders wertvoll | kein Schutzgebiet                   |           |
| Doline Donnerloch E von Drossenhausen                       | weitere Bilder                                                | 473R001   | Meeder Position              | Obermain-Bruchschollenland | Die hervorragend erschlossene Doline belegt instruktiv die Karstphänomene im Mittleren Muschelkalk. Historische Berichte belegen die plötzliche Entstehung der Einsturzdoline am 19. Oktober 1779. Die Beschreibung verdeutlicht, dass es sich beim Donnerloch ursprünglich um eine echte Einsturzdoline handelte, die nicht auf oberflächliche Lösungsvorgänge zurückgeht. | 196 14 × 14              | Typ: Doline Art: Kalkstein                                                     | kein Aufschluss                | wertvoll           | Naturdenkmal                        |           |
| Birketsbach W von Weißenbrunn vorm Wald                     | weitere Bilder                                                | 473R002   | Rödental Position            | Obermain-Bruchschollenland | Die Sinterterrassen von Weißenbrunn gehören zu den eindrucksvollsten Nordostbayerns. Das kalkreiche Wasser entspringt aus dem Unteren Muschenkalk an der Grenze zum Röt. Der Birketsbacher Kalktuff steht den berühmten Vorkommen vom Pennickental bei Jena und von Crailsheim in nichts nach. | 1200 400 × 3             | Typ: Sinterterrassen, Gesteinsart Art: Kalktuff                                | Prallhang/Flussbett/Bachprofil | bedeutend          | Naturdenkmal, FFH-Gebiet            |           |
| Felsblöcke SW von Heinersdorf                               |                                                               | 473R003   | Seßlach Position             | Haßberge-Region            | Auf dem Höhenzug Hahn zwischen Heilgersdorf und Heinersdorf befinden sich mehrere Felsfreistellungen aus Rhät-Sandstein. Die im Hochwald gelegenen Felsen zeigen teils sehr schöne wabenförmige Verwitterungsstrukturen. | 1000 100 × 10            | Typ: Felsgruppe Art: Sandstein                                                 | Felshang/Felskuppe             | wertvoll           | kein Schutzgebiet                   |           |
| Einberger Schweiz SE von Einberg                            |                                                               | 473R004   | Rödental Position            | Haßberge-Region            | Zwischen Einberg und der aufgelassenen Sandgrube Langguth befindet sich die Einberger Schweiz. Das Gelände ist übersät von Blöcken aus Rhätsandstein in allen Dimensionen. Im frischen Bruch zeigt der Sandstein Schichtung. Der gesamte Bereich ist durch zahlreiche Wanderwege und Pfade hervorragend erschlossen und dementsprechend frequentiert. | 100000 500 × 200         | Typ: Felsgruppe Art: Sandstein                                                 | Block                          | wertvoll           | Landschaftsbestandteil              |           |